# Jean Ray (écrivain)
Pour les articles homonymes, voir Jean Ray et Ray.
Pour l’article ayant un titre homophone, voir Jean Rey.
Raymond Jean Marie De Kremer, né le 8 juillet 1887 et mort le 17 septembre 1964 à Gand (province de Flandre-Orientale), est un écrivain belge bilingue. Il écrit en français principalement sous le pseudonyme Jean Ray et en néerlandais souvent sous le pseudonyme John Flanders.
Il a également usé de plusieurs dizaines d'autres pseudonymes et a, selon les éditions et rééditions, utilisé indifféremment l'un ou l'autre pseudonyme. Il est connu en français pour s'être largement consacré à la littérature fantastique, dont il est un des maîtres, rangé souvent sous le titre d'École belge de l'étrange,  mais il a aussi beaucoup écrit pour la jeunesse, en particulier de la "littérature édifiante", à connotation chrétienne, pour le Groupe éditorial Averbode.

## Biographie
Raymond Jean Marie De Kremer naît le 8 juillet 1887 à Gand.

### Enfance et études

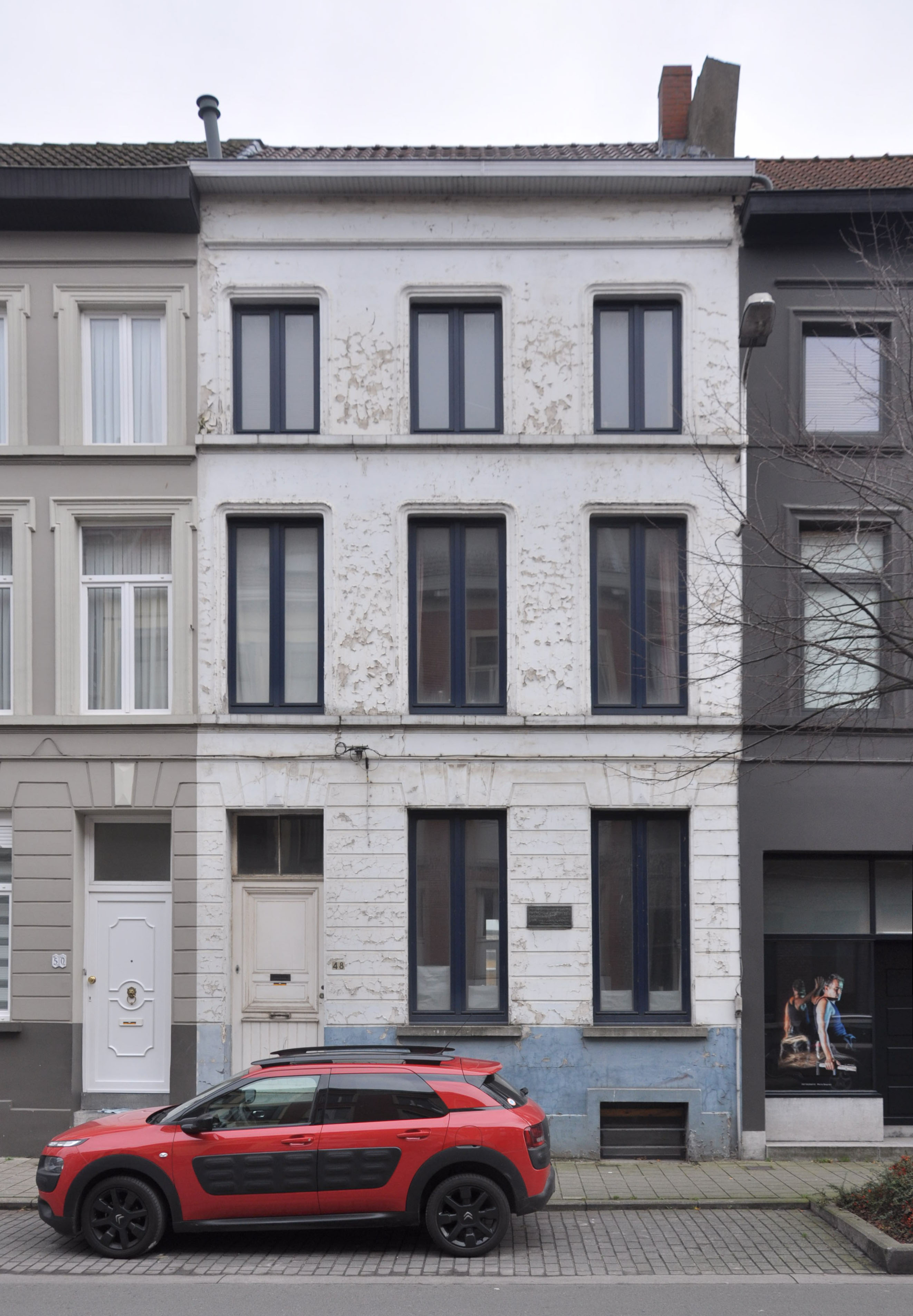
Maison natale de Jean Ray à Gand.

Arnaud Huftier, professeur des Universités en Littérature française à l'Université Polytechnique Hauts-de-France, auteur de Jean Ray, L'alchimie du mystère (Encrages, 2010) et responsable de l'édition des textes dans leur version intégrale depuis mai 2016 (Alma éditeur), propose les repères biographiques suivants : « Jean Ray est né le 8 juillet 1887, à Gand, où il a vécu durant son enfance. Jean Ray a effectué des études primaires à l'institut Laurent de Gand de 1894 à 1899. De 1901 à 1903, il a été interne de l'École moyenne de l'État de Pecq, près de Tournai. En 1903, il entame ses études supérieures à l'Athénée Royal de Gand. Il est admis en 1904 à l'École Normale de l'État où il reste jusqu'en 1906. En 1910, il entre dans l’administration communale de Gand, où il exercera divers emplois jusqu’en 1919. Parallèlement, à partir de 1909, il compose les chants français de différentes revues théâtrales flamandes, puis, à partir de 1910, des paroles de chansons. »

### Début de carrière
C’est dans ce cadre qu’apparaît pour la première fois, en 1912, la signature Jean Ray, avec la partition Tarif d’amour (Gand/Paris: Oscar Berte/Max Eschig). Publication dans Gand XXe siècle/Gent XXste eeuw, en 1911 et 1913, sous la signature Raymond De Kremer, de ses deux premières nouvelles en français : Sur la route et Le Voleur.
Le 17 février 1912, il se marie avec Virginie Bal, artiste de music-hall connue sous le nom de scène Nini Balta. Naissance le 7 juillet 1913 de leur fille unique, Lucienne De Kremer. Publication dans Ciné en 1919, sous le pseudonyme Jean Ray, de ses deux premières nouvelles fantastiques : La Vengeance et Le Gardien du cimetière . Il va désormais vivre de sa plume.
À partir de 1920, il participe au Journal de Gand, puis, à partir de 1923, dirige L'Ami du Livre. Il y publie la plupart des nouvelles qui vont constituer son premier recueil, édité par La Renaissance du livre en 1925 : Les Contes du whisky. Le 8 mars 1926, Raymond De Kremer est arrêté et inculpé de fraude. Mis en faillite, il est condamné à six ans et six mois de prison, et sera finalement libéré le 1er février 1929.
Le 23 juin 1928, apparition de la signature John Flanders dans la revue néerlandophone Ons Land. Il y commence sa carrière d’illustrateur en tant qu’assistant sur des strips et bandes dessinées de Pink (Eugeen Hermans). Il faut attendre la sortie de prison de l’auteur pour voir cette signature s’imposer dans La Revue Belge. Fin 1931, publication, sous signature Jean Ray, du recueil La Croisière des ombres aux Éditions de Belgique. À la suite de l’échec critique et commercial de ce volume, il va multiplier les collaborations : des récits pour la jeunesse, avec les presses de l’abbaye d’Averbode, ou pour l'hebdomadaire Bravo ! (où il utilise 166 pseudonymes) ; des nouvelles dans La Flandre Libérale, Mon copain, Prenez-moi, etc. ; des articles dans Les Débats, De Filosoof, Le Bien Public, De Dag, etc. ; des fascicules Harry Dickson à partir de 1932…
C’est l’époque la plus prolifique en publications : en 1936, il publie 96 fictions originales et près de 300 articles, alors qu’en 1937, ce sont 108 fictions originales et toujours quelque 300 articles… Retour du nom Jean Ray en temps de guerre, avec la publication aux Auteurs Associés des recueils Le Grand Nocturne (1942), Les Cercles de l’épouvante (1943), Les Derniers Contes de Canterbury (1944), ainsi que des romans Malpertuis (1943) et La Cité de l’indicible peur (1943).

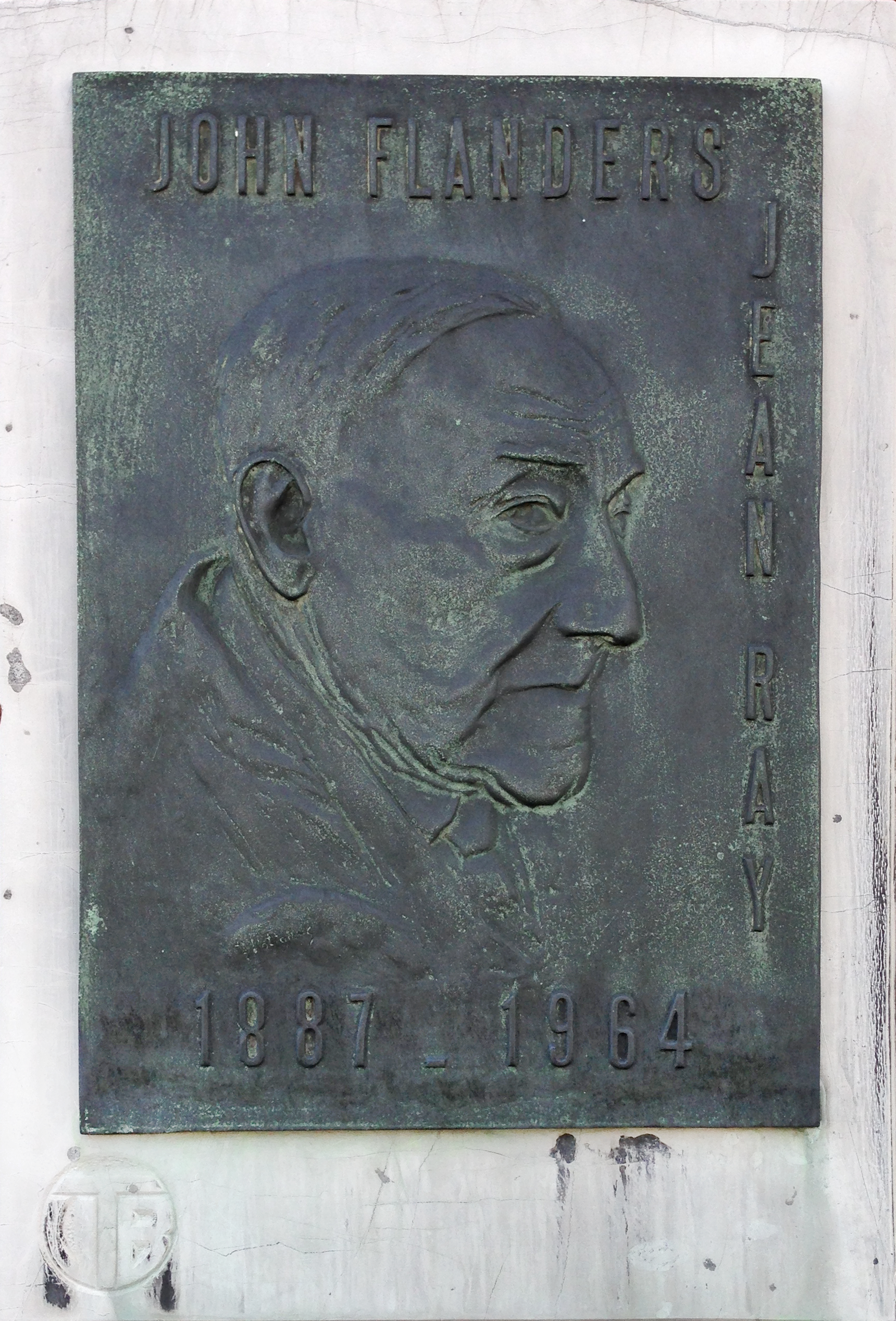
Plaque commémorative sur la façade du domicile de l'auteur à Gand.

Après la Seconde Guerre mondiale, l’auteur reprend son activité de polygraphe, collaborant notamment à Audace, Le Petit Luron/'t Kapoentje, Les Cahiers de la Biloque, Overal, Fiction, Het Volk, Tintin/Kuifje, Mystère-Magazine, Golf, etc., et publiant de nombreux romans pour la jeunesse.
En 1947, sortie aux Éditions de la Sixaine du recueil Le Livre des fantômes et de l’anthologie La Gerbe noire dirigée par Jean Ray. En 1961, publication chez Marabout du recueil Les Vingt-cinq meilleures histoires noires et fantastiques. Suivront, chez ce même éditeur, les recueils inédits Le Carrousel des maléfices (1964) et Les Contes noirs du golf (1964).
De 1963 à 1965 paraissent aux éditions Laffont quatre volumes trompeusement intitulés : Œuvres complètes. Dans le deuxième volume en 1964 figure notamment le roman inédit Saint-Judas-de-la-Nuit. Jean Ray meurt dans sa ville natale de Gand, le 17 septembre 1964,, à 7 h 30 à l'âge de 77 ans.
Selon la légende qu'il a lui-même répandue à travers quelques interviews, et qui fut en grande partie entretenue par Henri Vernes, ainsi que dans les préfaces de ses ouvrages aux Éditions Marabout dans les années 1970, il se serait engagé comme marin et aurait fait le tour du monde, participant à la contrebande d'alcool durant la prohibition aux États-Unis. Cette version d'un Jean Ray bourlingueur et globe-trotter, contrebandier et pirate à bord du Fulmar est remise en cause par plusieurs biographes de l'auteur.

## Parcours littéraire et professionnel

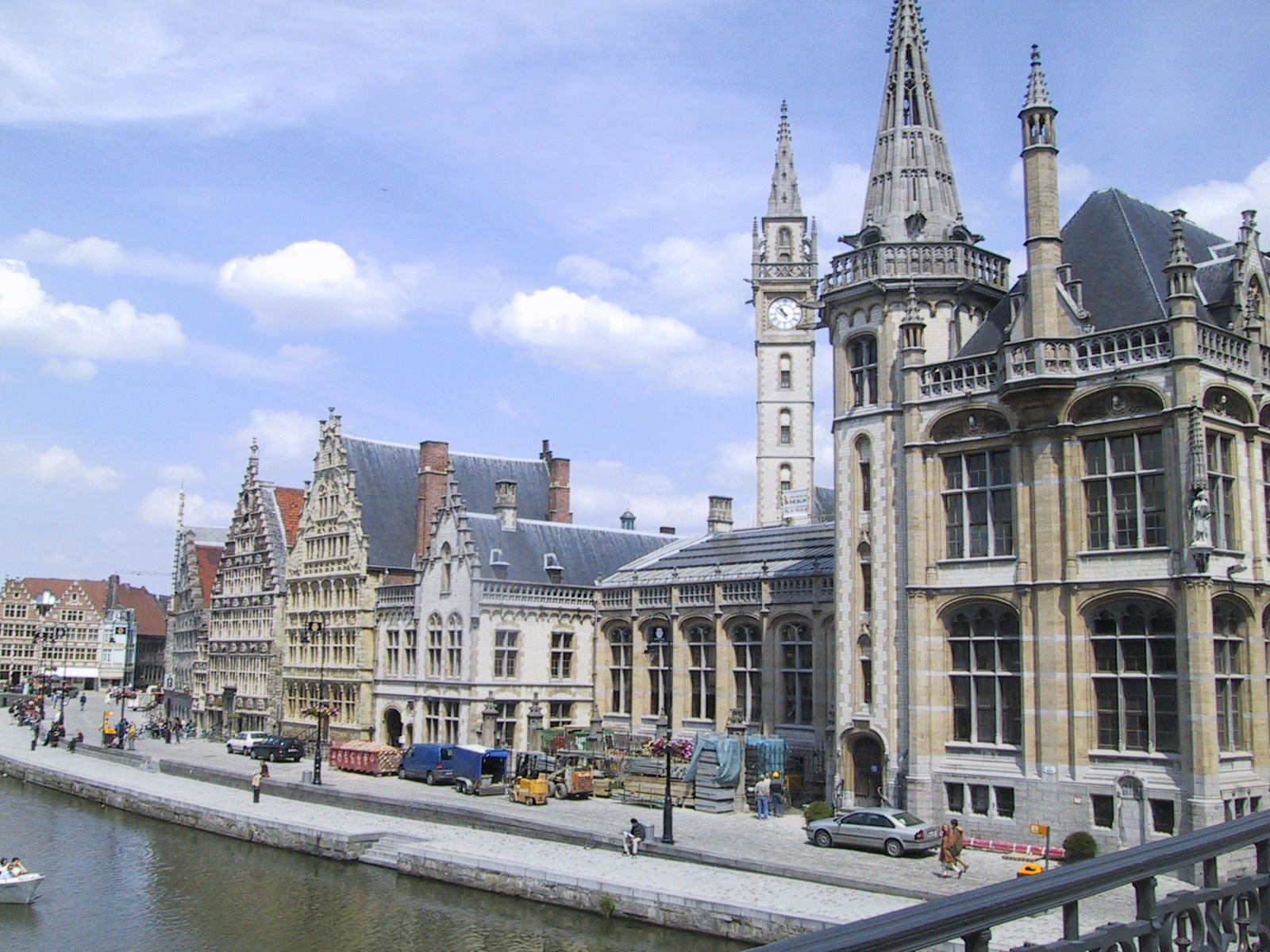
Le centre-ville de Gand.

En 1925, il fait paraître Les Contes du whisky, son premier recueil de nouvelles qui connaît un grand succès auprès du public ainsi qu'une bonne critique. Il entame alors une collaboration plus ou moins anonyme avec plusieurs journaux et revues. C'est ainsi qu'il crée le pseudonyme de John Flanders en 1928. En 1932 paraît son deuxième recueil : La Croisière des ombres qui ne connaîtra aucun succès. On peut raisonnablement penser que cet échec est le résultat de la médiatisation autour de son nom en 1927. Toujours en 1932, il s'investit dans la série de fascicules populaires : Harry Dickson ; il n'a pas créé la série à l'origine, il n'a été en fait — au début — que traducteur des aventures d'un « Sherlock Holmes américain », de l'allemand vers le néerlandais (apparition du nom de « Harry Dickson »), puis vers le français. À la longue, il finit par trouver les textes d'origine si médiocres qu'il obtient l'accord de son éditeur pour réécrire les histoires à condition qu'elles respectent le titre et le dessin de couverture des recueils originaux. Un total de 103 aventures seront ainsi entièrement de sa main sur les 178 fascicules parus. Parallèlement, il collabore aux Éditions d'Averbode et publie des textes destinés à la jeunesse, aussi bien en français : Presto Films, qu'en néerlandais : Vlaamse Filmpjes. Cette collaboration durera jusqu'à la fin de sa vie.
Viennent alors les années de guerre. Il fait partie d'un groupe d'écrivains qui s'associent pour pouvoir publier : « Les auteurs associés » et y publie son plus fameux roman, Malpertuis (1943), mais aussi : Le Grand Nocturne (1942), Les Cercles de l'épouvante (1943), La Cité de l'indicible peur (1943) et Les Derniers Contes de Canterbury (1944). Il ne cessera d'écrire jusqu'à sa mort le 17 septembre 1964, dans sa ville natale de Gand. Au nombre de ses recueils s'ajoute une nouvelle série : Les Contes noirs du golf, série de récits noirs avec pour cadre le monde du golf, écrits pour un journal sportif.

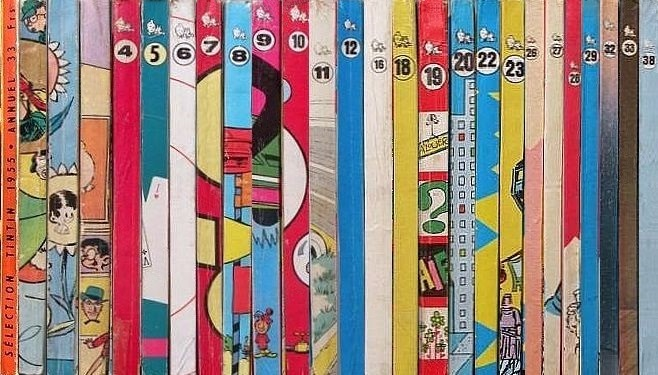
Le supplément trimestriel Tintin Sélection 1955 (0) et les numéros 1 (1968) à 38 (1978).

Jean Ray a aussi été secrétaire de rédaction à l'hebdomadaire Bravo de 1936 à 1940, publication essentiellement consacré à la bande dessinée et paraissant alors exclusivement en néerlandais. L’intégralité de sa participation littéraire restera anonyme, dissimulée derrière plus de 150 pseudonymes pour y faire paraître jusqu’en 1940 (soit en un peu moins de quatre ans), environ 250 nouvelles et romans ainsi que plus de 450 articles.
Il y a écrit de nombreux contes ainsi que les scénarios de la série Edmund Bell, mise en images par le grand peintre expressionniste Frits van den Berghe. Après la guerre, il continue d'écrire pour la jeunesse dans plusieurs revues dont l'hebdomadaire Petits Belges où il écrit le scénario de bande dessinée Les Feux Saint-Elme pour le dessinateur Rik ainsi que la biographie en bandes dessinées du père Pierre-Jean De Smet pour son ami Renaat Demoen. On peut retrouver des nouvelles en français dans le Journal de Mickey.
En août 1950, la première nouvelle signée John Flanders et illustrée par René Follet paraît dans l'hebdomadaire de bande dessinée Tintin, elle s'intitule Trois hommes derrière un mur. Au total, l'illustrateur et dessinateur René Follet réalisera quatre illustrations de courts récits de John Flanders pour cet hebdomadaire, ainsi que six autres pour la longue nouvelle Les Sept Robinsons de la neige parue dans Sélection Tintin 1955, année qui marquera la fin de la collaboration entre Jean Ray et ce magazine.

## Réception de l'œuvre de Jean Ray
Malgré des débuts délicats en France, Jean Ray occupe désormais la place la plus importante au sein de l'école belge du fantastique. Son œuvre, révélée aux lecteurs français par la revue Fiction, puis par la réédition progressive de son oeuvre aux éditions Marabout, se caractérise surtout par des histoires peuplées de fantômes, de créatures de l'au-delà et d'univers "intercalaires", selon l'expression de l'auteur. Il désigne par ce terme des espaces issus de la Quatrième dimension, souvent convoqués par des formules mathématiques ou des grimoires secrets. Ces espaces sont habités par des créatures hybrides, des monstres, parfois surgis du passé ou n'appartenant à aucune mythologie précise. La peur en est le moteur principal. Elle s'empare de personnages souvent falots ou insignifiants, bousculés et emportés par des forces qui les dépassent. Malpertuis, par exemple, est bâti autour de l'idée de la survivance des dieux antiques, captifs dans une demeure et en proie à l'ennui pour l'éternité. Son écriture baroque doit beaucoup au roman gothique anglais du XVIIIe siècle.
L'œuvre de Dickens mais également celle d'Edgar Allan Poe ainsi que celle de William Hope Hodgson, écrivain britannique mort en Belgique, ont énormément influencé Jean Ray. Dickens est évoqué dans bon nombre de nouvelles ainsi que dans la série des Harry Dickson. Selon Jacques Van Herp et d'autres spécialistes, Jean Ray et Lovecraft ont été influencés par William Hope Hodgson.

## Œuvres de Jean Ray

### Sous le nom de Jean Ray
- 1925 : Les Contes du whisky

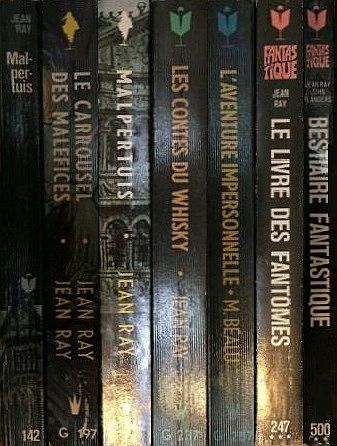
Jean Ray chez Marabout Géant, puis Marabout Fantastique.

- 1929-1938 : Les Aventures de Harry Dickson, nouvelles (Marabout 16 volumes - Librairie des champs Élysées 9 volumes - Intégrale en 21 volumes aux Éditions Néo 1984-1986) La Guillotine ensorcelée et Le Mystérieux retardataire chez Lefrancq (attitudes-mystère), 1993.
- 1932 : Jack de minuit (Lefrancq 1991) illustré par René Follet
- 1932 : La Croisière des ombres (Éditions Néo no 106)
- 1942 : Le Grand Nocturne
- 1943 : Les Cercles de l'épouvante
- 1943 : Malpertuis (Présence du futur no 7 1954 - Marabout, 1962)
- 1943 : La Cité de l'indicible peur (Marabout, 1965) (Éd. Néo no 130)[17]
- 1944 : Les Derniers Contes de Canterbury (Marabout, 1963) (Éd. Néo no 156)
- 1947 : Le Livre des fantômes (Éd. Néo no 135)
- 1947 : La Gerbe noire (Éd. Néo no 96) anthologie
- 1947 : La Choucroute (Aventure Fantastique)
- 1961 : Les 25 Meilleures Histoires noires et fantastiques (Marabout)
- 1964 : Saint-Judas-de-la-nuit
- 1964 : Les Contes noirs du golf (Marabout, 1964) (Éd. Néo no 159)
- 1964 : Le Carrousel des maléfices (Marabout, 1964) (Éd. Néo no 150)
- 1982 : Visages et choses crépusculaires (Éd. Néo no 63)
- 1992 : Les Joyeux Contes d'Ingoldsby (Lefrancq) illustré par René Follet
- 1996 : Les Histoires étranges de la Biloque (Lefrancq).

### Sous le nom de John Flanders
- Bestiaire fantastique (Éd. Marabout no 500)
- Visions nocturnes (Éd. Néo no 100)
- Visions infernales (Éd. Néo no 103)
- La Malédiction de Machrood (Éd. Néo no 122)
- La Neuvaine d'épouvante (Éd. Néo no 134)
- La Brume verte (Éd. Néo no 151) Également publié sous le titre Le Secret des sargasses (10/18 no 960, 1975).
- Les Feux follets de Satan (Éd. Néo no 160)
- Les Contes du Fulmar (Éd. Néo no 171)
- L'Île noire (Éd. Néo no 182)
- La Nef des bourreaux (Éd. Néo no 193)
- Le Monstre de Borough (Casterman)
- 1985 : Edmund Bell : L'Élève invisible (Lefrancq) illustré par René Follet
- 1987 : Edmund Bell : L'Ombre rouge (Lefrancq) illustré par René Follet.

### Pseudonymes
On prête à Jean Ray une bibliographie surabondante approchant 9 300 contes et nouvelles et 5 000 reportages, chroniques, critiques et textes divers. Les biographes reconnaissent avoir beaucoup de mal à reconnaître l'auteur, qui usa largement de nombreux pseudonymes (environ deux cents selon Arnaud Huftier), dont voici quelques-uns : Abrosius, Acker, Newton Baralong, B. Bachelor, Alix R. Bantam, Leslie Bram-Westlock, Gérard Bryne, Philip Clayson Jr, Martin J. Cross, Alphonse Denouwe, Eustache Gill-Banks, Lizzie Hattle, Telka-G. Haigh, W. Morton Haigh, Larssen Hegel, Warton Hepburns, Benjamin Herscher, Fritz Ichauson, Sidney Irving, W. W. Kolman, Lower Ritchard, John S. Meril, Marius Motin, Matt O’Monroy, Beryl Orths, William Preston, Werner Price, John M. Ray, John R. Ray, King Ray, Harold D. Raynes, Walt Reeves, Axel Reiss, Baldwin Ross-Marden, Alice Sauton, John Sailor, Sedgemoor, Richard Sherman-Wheel, Harry V. Smiles, J. White Stewart, R. M. Temple, S. Tombs, Reginald Turner, J. Terrence Vannes, Gustave Vigoureux, Harry D. Whale, Philip Waters Jr, Ethel M. Wright, Albin D. Young.
Jean Ray lui-même n'accordait aucune importance à l'usage de l'un ou l'autre de ses pseudos : ainsi, plusieurs récits initialement signés John Flanders ont été repris par lui dans des recueils signés Jean Ray (notamment dans Le Carrousel des maléfices, La Croisière des Ombres et Les Cercles de l'Épouvante).

### Prix Jean-Ray
Un Prix Jean-Ray a été créé en 1972, pour consacrer un ouvrage de littérature fantastique, attribué sur manuscrit et publié par les éditions belges Marabout. Il sera décerné à six reprises jusqu'en 1977.
Lauréats : 
- 1972 Jean-Paul Raemdonck pour Han.
- 1973 Daniel Mallinus pour Myrtis et autres histoires de nuit et de peur.
- 1974 René Belletto pour Le Temps mort.
- 1975 Gaston Compère pour La Femme de Putiphar.
- 1976 Michel Trignier pour Le Chemin des abîmes.
- 1977 Jean-Pierre Bours pour Celui qui pourrissait.

## Adaptations
Alain Resnais envisage dans les années soixante d'adapter plusieurs aventures d'Harry Dickson. Il rencontre Jean Ray pour discuter de ce projet. Des repérages sont menés à Londres par Resnais et son équipe et le cinéaste fit appel à l'écrivain Frédéric de Towarnicki afin de rédiger un scénario. Après plusieurs années de travail commun, les deux hommes durent renoncer à la fin des années 1960.

### Cinéma
- 1964 : La Cité de l'indicible peur  par Jean-Pierre Mocky, France avec Bourvil et Francis Blanche.
- 1965 : L'Homme qui osa de Jean Delire. Avec une apparition de Jacques Brel.
- 1966 : La Choucroute de Jean Delire.
- 1967 : La Maison des cigognes d'Émile-Georges De Meyst. Avec une apparition de Jacques Brel.
- 1967 : Ultra je t'aime de Patrick Ledoux. Avec une apparition de Jacques Brel.
- 1967 : Les Gardiens de Christian Mesnil. Avec une apparition de Jacques Brel.
- 1968 : Trois étranges histoires, film à sketches de Jean Delire, comprenant La Choucroute (1966)  et L'Homme qui osa (1965), accompagnés de La Princesse vous demande (1967) d'après Thomas Owen.
- 1971 : Malpertuis de Harry Kumel, avec Mathieu Carrière, Orson Welles, Michel Bouquet, Dora van der Groen et Sylvie Vartan. Avec une brève apparition (non créditée) de Johnny Hallyday en marin.

### Bandes dessinées
- Harry Dickson
- 1. Mysteras[24], Dupuis, Marcinelle, 5 mai 2023
Scénario : Doug Headline, Luana Vergari - Dessin : Onofrio Catacchio - Couleurs : Hiroyuki Ooshima -  (ISBN 979-10-34769-00-1)
- 2. La Cour d'épouvante[25], Dupuis, Marcinelle, 17 mai 2024
Scénario : Doug Headline - Dessin : Onofrio Catacchio - Couleurs : Hiroyuki Ooshima -  (ISBN 978-2-8085-0147-7)

- Les Enquêtes d'Edmund Bell, (René Follet/Jacques Stoquart), 4 tomes (1989 - 1993); chez Lefrancq, puis aux éditions Dargaud[26].
  - Tome 1 : Le Diable au cou
  - Tome 2 : La Nuit de l'araignée
  - Tome 3 : L'Ombre rouge
  - Tome 4 : L'Ombre noire.

## Postérité

### Jean Ray et Henri Vernes
On relève de nombreuses allusions à Jean Ray dans l'œuvre d'Henri Vernes, qui fut son ami.
- La seconde partie de l'aventure de Bob Morane intitulée Les Dents du tigre, initialement publiée en 1958, est appelée « La Terreur verte ». Il s'agit d'une référence explicite à La Terreur rose de Jean Ray, nouvelle parue en 1944[27]. Ceci est confirmé par l'épigraphe extraite de cette dernière, et figurant au début du second tome de l'édition en deux volumes du roman, parue en 1967[28]. Cependant, cette épigraphe ne figure pas dans les premières éditions de 1958 et 1962, et semble avoir été ajoutée pour rendre la référence plus évidente.
- Jean Ray, sous le surnom de « Tiger Jack », est l'un des principaux protagonistes de l'aventure de Bob Morane intitulée Trafic aux Caraïbes, publiée en 1961. Henri Vernes en trace un portrait saisissant, suivi quelques pages plus loin d'une biographie prenant plus de deux pages :

« L'œil gris-vert, un peu globuleux sous de lourdes paupières, avait la froideur d'éclats de verre, le nez courbe d'Indien des plaines faisait songer à un fer de hache et la bouche grande, sans lèvres, serrée et aux commissures légèrement tombantes, avait tout du piège. En outre, ce visage qui, au Moyen Âge, aurait immanquablement fait penser à un masque de bourreau, ne semblait pas taillé dans de la chair, mais dans une matière grise comme la pierre ponce, une matière que tous les soleils, tous les vents avaient caressée, mais sans la marquer. »
Le personnage de Tiger Jack est de nouveau mentionné dans Les Spectres d'Atlantis (1973), un roman dédié « À l'homme du FULMAR » : Bob Morane y retrouve l'épave du Fulmar parmi celles d'un cimetière de bateaux mystérieusement apparu dans la mer des Sargasses. Le fantôme (ou l'esprit) de « Tiger Jack » inspire Bob Morane dans sa lutte contre un Dagon ichtyomorphe très lovecraftien.
- Dans Les Guerriers de l'Ombre Jaune, roman publié en 1965, Jean Ray se révèle être l'un des auteurs préférés de Bob Morane, qui sait le citer à l'occasion :

« Et, en dépit du tragique de l'instant, Bob ne pouvait s'empêcher de songer à ce qu'avait écrit un de ses auteurs favoris, le grand écrivain fantastique Jean Ray : Une fenêtre dans la nuit est une épouvante. J'ai connu des gens qui devinrent fous, rien que d'attendre l'être de cauchemar, surgi des ténèbres, qui collerait sa face mortelle sur les carreaux. »
- Bill Ballantine n'ignore pas davantage l'œuvre de Jean Ray. Ainsi peut-on lire, dans L'Archipel de la Terreur publié en 1971 :

« […] Sous la cagoule c'était le vide, le néant. Tout à fait comme si le personnage n'avait pas eu de tête.
— Voilà le guignol qui recommence, jeta Ballantine d'une voix soudain enrouée. On a tort de s'endormir le soir après avoir lu les œuvres complètes de Jean Ray…. »
- Il est encore fait brièvement allusion à l'œuvre de Jean Ray (ainsi qu'à celle de Lovecraft, autre inspirateur d'Henri Vernes) dans Les Berges du temps, roman initialement publié en 1989 :

« […] suivant l'angle sous lequel on l'observait, ou de la position qu'on occupait par rapport à lui, le temple changeait de formes, modifiait ses détails suivant les caprices d'une géométrie non euclidienne. On l'eût dit imaginé par la fantaisie délirante d'un Jean Ray ou d'un Lovecraft. »

- Henri Vernes a par ailleurs évoqué ses vingt ans d'amitié avec Jean Ray dans Jean Ray, 14, rue d'Or, publié en 2016.

### Jean Ray et Jacques Van Herp
Jacques Van Herp fut un autre ami et collaborateur de Jean Ray. Sous les pseudonymes respectifs de Michel Jansen et John Flanders, ils écrivirent d'ailleurs ensemble le roman La Porte sous les eaux, publié en 1960. Van Herp consacra également de nombreux articles et ouvrages à l'écrivain gantois.
Il lui rend subtilement hommage dans un roman fantastique intitulé La porte des ténèbres, publié en 1977 sous le pseudonyme d'Alan Haigh. Ainsi, l'un des personnages, un bibliophile, fait admirer au héros du roman sa riche bibliothèque où se trouvent entre autres l'édition originale (1457) du Psautier de Mayence (titre d'une célèbre nouvelle de Jean Ray initialement parue en 1931) ainsi que l'ouvrage rare d'un naturaliste peu connu du XVIIIe siècle :
« Je vois que vous vous intéressez à mon Jean Ray. Un nom qui devrait être célèbre, mais qui reste encore inconnu. On se demande pourquoi on lui refuse le mérite. Sans doute le dénigrement sans avoir ouvert ses livres. »

### Expositions
- Exposition Jean Ray à la Médiathèque de Sèvres en 2017 célébrant le 130e anniversaire de sa naissance organisée dans le cadre des 14e Rencontres de l'Imaginaire et proposée par Jean-Yves Freyburger[40].
- Fantastique Jean Ray - Maison Autrique à Bruxelles en 2019 sous le commissariat de Paul Herman[41].
- Fantastique Jean Ray - Journées du Patrimoine 2022 (Médiathèque Ronde-Couture à Charleville-Mézières)

L’exposition rassemble des éditions originales et étrangères des années 1920 à nos jours, des différentes bandes dessinées et des livres sur Jean Ray avec de nombreuses reproductions des différents artistes les ayant illustrés.

### Autres références et hommages
- Jean Ray est le personnage central d'une nouvelle de Thomas Owen, Au cimetière de Bernkastel, publiée en 1966, en hommage à cet auteur.
- En 2003, l'illusionniste belge Christian Chelman lui a dédié Le Mauvais Lieu, conte magique inspiré de Malpertuis.
- En 2008, pour le soixantième anniversaire de l'ouvrage Le Livre des fantômes, la revue de nouvelles canadienne Virages a publié un numéro thématique intitulé Mon fantôme à moi (d'après le titre de la première nouvelle du recueil de Jean Ray, où il fait connaître à son lecteur le mystérieux petit homme au foulard rouge qui hanta son enfance).
- En 2012 et 2020, Le romancier et nouvelliste Laurent Mantese a composé deux recueils de nouvelles fantastiques en hommage à Jean Ray aux Éditions Malpertuis, respectivement Le Comptoir des épouvantes[43] et Les Nouveaux contes du whisky. On trouve dans ce dernier une préface d'Henri Vernes, 100 ans à l'époque, que l'auteur est allé rencontrer chez lui à Bruxelles.
- Les éditions Terre de Brume proposent une collection intitulée Les inédits de Jean Ray/John Flanders proposant de nouvelles traductions et la traduction de textes inédits accompagnées d'avant-propos d'André Verbrugghen, spécialiste de l'auteur[44],[45].

#### Périodiques
- Marc Bailly (dir.), Phénix, no 32 : « Les Fous de Jean Ray », septembre 1992.
- Arnaud Huftier, « John Flanders/Jean Ray. L'homme qui vola le pôle : exténuation et auto-génération de l'aventure », Le Rocambole. Bulletin des amis du roman populaire, no 5,‎ été 2001, p. 129-142.
- Arnaud Huftier et André Verbrugghen (dir.), Otrante, Art et littérature fantastiques, no 14 : « Jean Ray / John Flanders, Croisement d'ombres », automne 2003.

#### Articles
- Danny De Laet, « Les Chroniques de Danny De Laet : Les maîtres du feuilleton John Flanders (1887-1964) », BD Oubliées,‎ 11 juin 2025 (lire en ligne, consulté le 11 juin 2025).

### Vidéographie
- [vidéo] INA, Lectures pour tous, ORTF, émission du 6 novembre 1963 Interview de Jean Ray à propos de ses "œuvres complètes". (durée 13 min).
- [vidéo] Le mystère Jean Ray par Arnaud Huftier, interview effectuée par l'association Miskatonic (durée 1 min 24 s).

#### Sites consacrés à l'écrivain et son œuvre
- Site consacré à Jean Ray.
- Bibliopoche : Toutes les parutions des œuvres de Jean Ray au format poche.
- sur le site lefantastique.net.

- (nl + fr) Site officiel
- Ressources relatives à l'audiovisuel :   - AllMovie
  - Allociné
  - Filmportal
  - IMDb
- Ressources relatives à la littérature :   - Internet Speculative Fiction Database
  - NooSFere
- Ressources relatives au spectacle :   - Les Archives du spectacle
  - Kunstenpunt
- Ressources relatives aux beaux-arts :   - Musée des beaux-arts du Canada
  - RKDartists
- Ressources relatives à plusieurs domaines :   - ODIS
  - Radio France
- Ressource relative à la bande dessinée :   - BD Gest'
- Notices dans des dictionnaires ou encyclopédies généralistes :   - Biographie nationale de Belgique
  - Britannica
  - Deutsche Biographie
  - Hrvatska Enciklopedija
  - Internetowa encyklopedia PWN
  - Treccani
  - Universalis
- Notices d'autorité :   - VIAF
  - ISNI
  - BnF (données)
  - IdRef
  - LCCN
  - GND
  - Italie
  - Japon
  - Espagne
  - Belgique
  - Pays-Bas
  - Pologne
  - Israël
  - NUKAT
  - Catalogne
  - Norvège
  - Tchéquie
  - Portugal